# فيرا (اليونان)

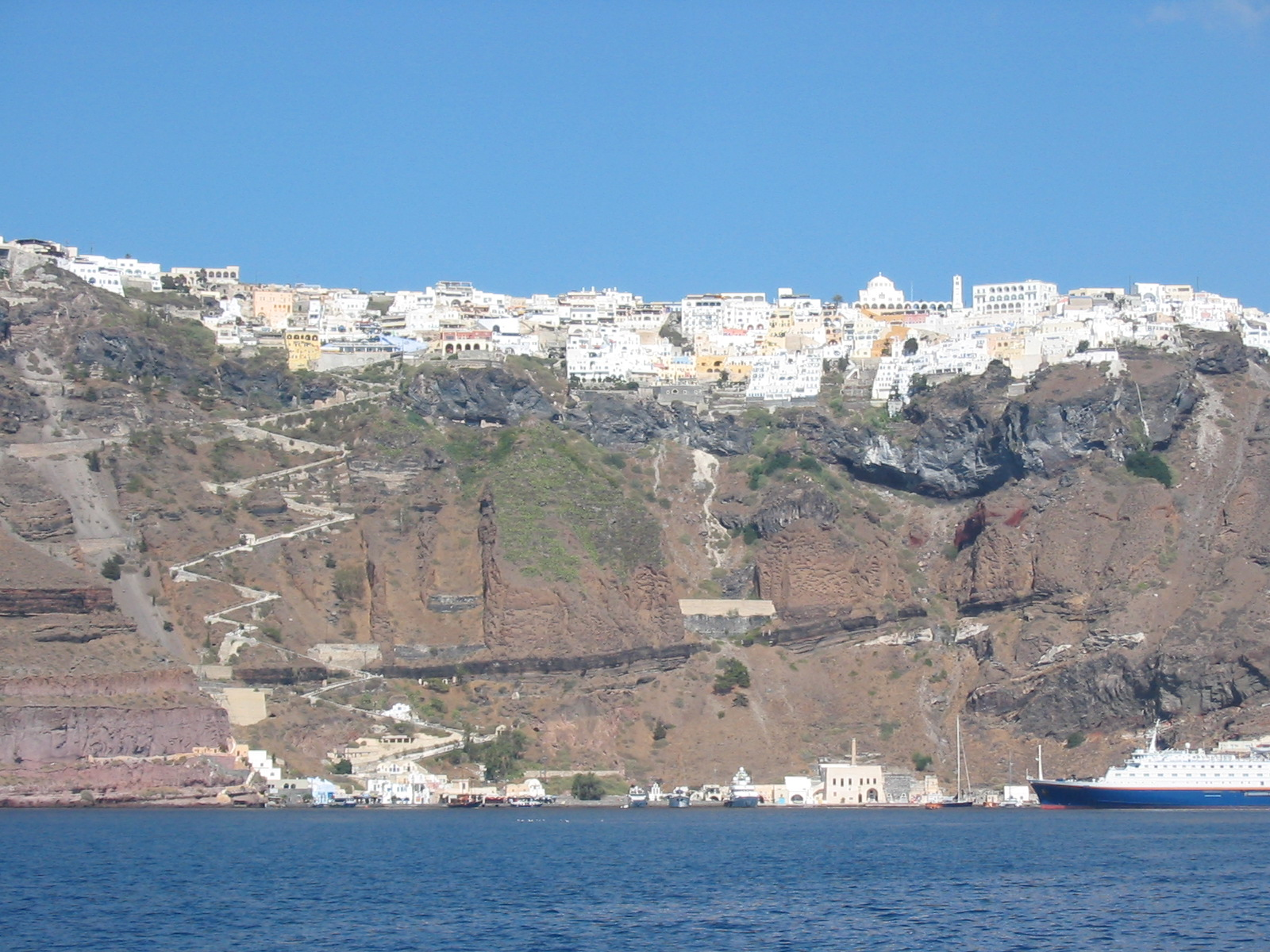
منظر فيرا من البحر

فيرا  (باليونانية: Φηρά)‏ هي العاصمة الحديثة للجزيرة سانتوريني اليونانية الواقعة في بحر إيجة[1]. يشتق اسم فيرا من هجاء آخر لـ"Thíra" وهو الأسم القديم للجزيرة نفسها.

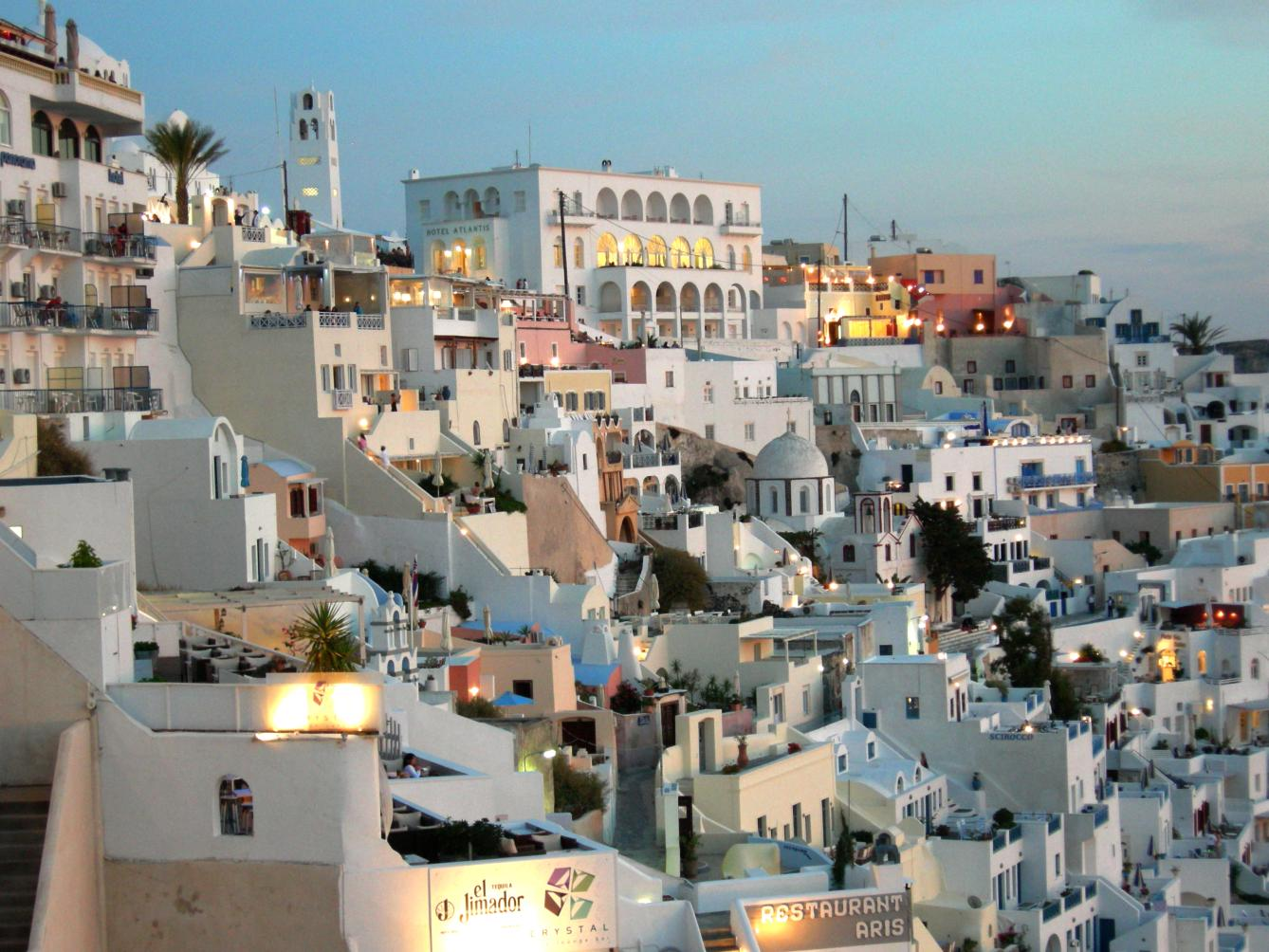
منظر لفيرا

المدينة بيضاء المنازل بُنيت على حافة كالديرا مرتفعة تبلغ 400 متر، على الحافة الغربية لجزيرة ثيرا شبة الدائرية. المتاحف مثيرة الاهتمام في الجزيرة هما متحف ثيرا الأثري، الذي يبعد 30 متر (98 قدم) شرق مدخل العربة السلكية، و متحف ثيرا ما قبل التاريخ والذي يقع في الركن الجنوبي الشرقي لكاتدرائية يابابنتي البيضاء الأرثوذكسية، والتي بُنيت على أنقاض كنيسة سابقة حطمت في زلزال في عام 1956م.
الدخول لفيرا يكون بواسطة الطرق الممتدة على الجانب الشرقي، بالتسلق على الأقدام أو على الحمار من الميناء عبر الممر الذي يأخذ شكل Z بالإنجليزية ـ أو يمكن ركوب عربة سلكية من الصالة الواقعة في الميناء. 
من فيرا تتوفر رؤية شاملة من الكالديرا البالغ طوله 18 كيلومتر تمتد من كيب أكروتيري إلى شمال كيب أج. نيكولاس بالإضافة إلى الجزيرة البركانية نيا كاميني في الوسط مع جزيرة ثريسا .